# Italiens Grand Prix 1955
Italiens Grand Prix 1955 var det sista av sju lopp ingående i formel 1-VM 1955. 

## Resultat
1. Juan Manuel Fangio, Mercedes-Benz, 8 poäng
2. Piero Taruffi, Mercedes-Benz, 6
3. Eugenio Castellotti, Ferrari, 4
4. Jean Behra, Maserati, 3
5. Carlos Menditéguy, Maserati, 2
6. Umberto Maglioli, Ferrari
7. Roberto Mières, Maserati
8. Maurice Trintignant, Ferrari
9. John Fitch, Moss (Maserati)

### Förare som bröt loppet
- Mike Hawthorn, Ferrari (varv 38, växellåda)
- Karl Kling, Mercedes-Benz (32, växellåda)
- Luigi Musso, Maserati (31, växellåda)
- Horace Gould, Maserati (31, upphängning)
- Stirling Moss, Mercedes-Benz (27, motor) 1 poäng
- Jacques Pollet, Gordini (26, motor)
- Hermano da Silva Ramos, Gordini (23, bränslesystem)
- Peter Collins, Maserati (22, upphängning)
- Harry Schell, Vanwall (7, upphängning)
- Jean Lucas, Gordini (7, motor)
- Ken Wharton, Vanwall (0, insprutning)

### Förare som ej startade
- Nino Farina, Ferrari (däck)
- Luigi Villoresi, Ferrari (däck)
- Luigi Piotti, Arzani-Volpini-Speluzzi (motor)